# Чемпіонат Спліта з футболу
Чемпіонат футбольної асоціації Спліта (хорв. Prvenstvo Splitskog nogometnog podsaveza) — футбольне змагання для клубів з міста Спліт і його околиць, що проводилось у 1920—1939 роках. 

## Чемпіони та призери чемпіонату Спліту
Футбольна асоціація Спліта була заснована в 1920 році. Того ж року було проведено перше футбольне змагання у місті. 
| Сезон   | Кількість учасників | чемпіон | 2 місце | 3 місце |
| ------- | ------------------- | ------- | ------- | ------- |
| 1920    | 5                   | Юг      | Хайдук  | Ускок   |
| 1920-21 | 5                   | Хайдук  | Юг      | Борац   |
| 1921-22 | 4                   | Хайдук  | Борац   | Ускок   |
| 1922-23 | 4                   | Хайдук  | Спліт   | Борац   |
| 1923-24 | 4                   | Хайдук  | Спліт   | Борац   |

## Чемпіонати  Сплітської футбольної асоціації
З 1924 року почали проводитись турніри в сусідніх до Спліта містах і районах, переможці яких змагались за першість у регіоні. Ці стикові матчі проводились не регулярно, переважно під час весняних розіграшів, коли перемога давала можливість потрапити до загальнонаціонального чемпіонату Югославії або, пізніше, до кваліфікації до загальнонаціонального чемпіонату. В кінці 30-х років першість Спліту була поділена на розряди. 
| Сезон        | Чемпіон і призери сплітської ліги         | Фінал чемпіонату провінції                    |
| ------------ | ----------------------------------------- | --------------------------------------------- |
| 1924-25      | 1. Хайдук 2. Ускок 3. Борац               | «Хайдук» – ГОШК (Каштел-Гоміліца) – 9:0       |
| 1926 (весна) | 1. Хайдук 2. Борац 3.Ускок                | «Хайдук» – Юнак (Сінь) – 9:0                  |
| 1926 (осінь) | 1. Хайдук 2.Борац 3.Аурора                | не проводився                                 |
| 1927 (весна) | 1. Хайдук 2. Аурора 3. Борац              | «Хайдук» – «Юг» (Дубровник) – 6:0             |
| 1927 (осінь) | 1.Хайдук 2.Борац 3.Аурора                 | не відбувся, «Хайдук» оголошений чемпіоном    |
| 1928 (весна) | не проводився                             | «Хайдук» – «Чрногорац» - +:- (неявка)         |
| 1928 (осінь) | 1.Хайдук 2.ХАШК (Спліт)                   | «Хайдук» – «Коміца» (Оміш) - +:- (неявка)     |
| 1929 (весна) | 1.Хайдук 2. ХАШК                          | «Хайдук» - «Орієнт» (Тіват) – 7:0             |
| 1929 (осінь) | 1.Хайдук 2. ХАШК                          | «Хайдук» – «Коміца» (Оміш) - +:- (неявка)     |
| 1930 (весна) | 1.Хайдук 2. Спліт                         | «Хайдук» - «Юнаць» (Дрвар) – 9:0              |
| 1930 (осінь) | 1.Хайдук - Спліт – 6:0                    | не завершено                                  |
| 1931 (весна) | 1. Спліт – Унаць (Двар) - +:-             | «Спліт» - «Змай» (Макарска) – 3:1             |
| 1931 (осінь) | 1. Спліт 2.Далматинець 3.Аурора           | ГОШК (Дубровник) - «Юнаць» (Дрвар) – 3:0      |
| 1932         | 1. Хайдук 2. Далматинец 3. Аурора         | «Хайдук» – «Змай» (Макарска) – 4:1            |
| 1932-33      | 1. Спліт 2. Вук 3. Солін                  | «Спліт» - ГОШК (Каштел-Гоміліца) – 5:2        |
| 1933 (осінь) | 1. Вук 2. АШК Спліт 3. Солін              | не відбувся                                   |
| 1935 (весна) | 1. Вук 2. Спліт 3. АШК Спліт              | «Освіт» (Шибеник) – «Спліт» – 3:3, 1:0        |
| 1935 (осінь) | 1. Спліт 2. Вук 3. Солін                  | не завершено                                  |
| 1936 (весна) | 1. Хайдук 2. Освіт (Шибеник) 3. АШК Спліт | «Дінара» (Клін) – Оркан (Дугі Рат) = 6:1, 1:3 |
| 1936 (осінь) | 1. Освіт (Шибеник) 2. Вук 3. АШК Спліт    | не проводився                                 |
| 1937 (весна) | 1. Освіт (Шибеник) 2. Вук 3. Спліт        | не проводився                                 |
| 1937-38      | 1. Спліт 2. Вук 3. Нада                   | не проводився                                 |
| 1938-39      | 1. Спліт 2. Вук 3. АШК Спліт              | не проводився                                 |

## Рекордсмени «Хайдука»

### Гвардійці
Миховил Боровчич Курир – 38 матчів (13 голів)
Вінко Радич – 33 матчі (21 гол)
Петар Дуймович – 32 матчів
Любомир Бенчич – 32 матчі (56 голів)
Отмар Гаццарі – 28 матчів
Мирослав Дешкович – 28 матчів (1 гол)
Лео Лемешич – 27 матчів (54 голи)
Янко Родін – 24 матчі (21 гол)
Мірко Боначич – 22 матчі (48 голів)
Фране Тальяферро – 20 матчів (14 голів)
Шиме Подує – 19 матчів (12 голів)
Владимир Крагич – 18 матчів (29 голів)

### Бомбардири
Любомир Бенчич – 56 м’ячів (32 матчі)
Лео Лемешич – 54 м’ячі (27 матчів)
Мірко Боначич – 48 м’ячів (22 матчі)
Владимир Крагич – 29 м’ячів (18 матчів)
Антун Боначич – 26 м’ячів (17 матчів)
Янко Родін – 21 м’яч (24 матчі)
Ернест Хочманн – 16 м’ячів (17 матчів)
Нікола Газдич – 14 м’ячів (5 матчів)
Фране Тальяферро – 14 м’ячів (20 матчів)

## Цікаві факти
- Сплітський «Хайдук» перемагав в усіх чемпіонатах регіону, у яких брав участь, крім самого першого у 1920 році.
- 12 разів «Хайдук» перемагав у змаганнях на першість Спліта з двозначних рахунком. Найбільший рахунок був зафіксований у 1927 році: «Хайдук» переміг сgлітський ХАШК – 24:0.
- У вище згаданому матчі проти ХАШКу Любо Бенчич забив 10 голів. У грі проти цієї ж команди у 1928 році Марко Мікачич з «Хайдука» забив 9 голів. Цікаво, що загалом у 171 матчі за клуб він забив лише 25 голів.
- Найкращим бомбардиром першого розіграшу чемпіонату Спліту 1920 року став Нікола Газдич, головна зірка «Хайдука» 10-х років. В 3 матчах турніру він забив 11 голів.